# 一圓但馬守
一圓 但馬守 （いちえん たじまのかみ、生没年不詳）は、戦国時代の武将。宇多源氏京極氏支流であり、始めは土佐一条氏の家臣として後に長宗我部氏に仕える。初代は一圓氏直。父は一圓隼人、弟に一圓掃部。官位は但馬守。一円とも名乗る。安芸羽根城城主。

## 生涯
一圓氏は、滋賀県犬上郡多賀町一円より派生した京極氏の一統である。一条氏が応仁の乱で土佐へ下向するさい、一圓氏直が付き添ったことから、歴史が始まる。
長宗我部氏の史料である一宮興人夫割張に但馬守の名前がのっており、土佐一条氏滅亡後には長宗我部氏に仕え、安芸羽根城城主として働いた。
弟の一圓帰部は長宗我部氏滅亡後に浪人したが、長宗我部盛親が大坂の陣にて参戦することに至ると、これに参戦し盛親と共に戦うも敗戦し、その後は阿波へと逃亡した。
一圓氏はその後土佐で帰農し、直系の子孫は高知県田野町一円に、滋賀県の宗家である一圓氏は現在も犬上郡一円に在住しており、彦根藩の庄屋として生き残り明治維新後には地元で石炭の卸売り業を営んでいる。また、高知の一族には高知市初代市長となり、後の高知商業の前身となる簡易商業学校の設立にも携わった一圓正興がいる。